# Ортис, Паула
Мария Паула Ортис (исп. María Paula Ortiz, 16 апреля 1997, Касерос, Аргентина) — аргентинская хоккеистка (хоккей на траве), полузащитник. Участница летних Олимпийских игр 2016 года, чемпионка Америки 2017 года, серебряный призёр Панамериканских игр 2015 года.

## Биография
Паула Ортис родилась 16 апреля 1997 года в аргентинском городе Касерос в провинции Буэнос-Айрес.
Начала заниматься хоккеем на траве в 8 лет.
Играет за «Сан-Мартин» из Саенс Пенья.
Выступала за сборную Аргентины среди девушек до 17 лет. В 2014 году завоевала бронзовую медаль турнира по хоккею на траве 5х5 летних юношеских Олимпийских игр в Нанкине. Забила 4 мяча.
В 2015 году стала серебряным призёром хоккейного турнира Панамериканских игр в Торонто.
В 2016 году вошла в состав женской сборной Аргентины по хоккею на траве на летних Олимпийских играх в Рио-де-Жанейро, занявшей 7-е место. В матчах не участвовала.
В том же году выиграла золотую медаль юниорского чемпионата мира в Сантьяго.
В 2017 году завоевала золотую медаль чемпионата Америки. Кроме того, была признана лучшим молодым игроком турнира.
В 2018 году стала бронзовым призёром Трофея чемпионов.